# Saw 5
Saw 5 je americko-kanadský hororový film z roku 2008, který režíroval David Hackl.

## Děj
Detektiv Mark Hoffman se stal dalším komplicem Jigsawa, kterému napomáhal již při předchozích událostech. Na stopu se mu dostává detektiv Strahm, který předchozí útok Jigsawa přežil a pátrá po pravdě. Hoffman se tedy snaží výběrem dalších obětí zahladit stopy.